# Le Serpent blanc (conte)
Pour les articles homonymes, voir Le Serpent blanc.
Cet article concerne un conte des frères Grimm. Pour la légende chinoise du serpent blanc, voir Légende du serpent blanc.

Le Serpent blanc (en allemand Die weiße Schlange) est un conte de fée allemand des frères Grimm, présent depuis la première édition en 17e place des Contes de l'enfance et du foyer.
Dans ce conte, la chair du serpent blanc permet à celui qui la consomme de comprendre le langage des animaux. Le conte a donné son nom au conte-type AT 673 (« La Chair du serpent blanc »). Il comporte également des éléments du conte-type AT 554 (« Les animaux reconnaissants »).
Andrew Lang a publié une traduction en anglais du Serpent blanc (« The White Snake ») dans son Green Fairy Book (1892).

## Résumé
Un roi se fait servir chaque jour dans un récipient fermé un mets dont personne ne sait ce qu'il contient. Un jour, un serviteur curieux soulève le couvercle et découvre un serpent blanc. Il y goûte et s'aperçoit qu'il a acquis le pouvoir de comprendre le langage des animaux.
Ce même jour, une bague de la reine disparaît. Le roi soupçonne le serviteur et menace de le faire exécuter s'il n'est pas capable de désigner le vrai coupable. Celui-ci, ayant entendu un canard dire en son langage qu'il avait avalé la bague, le fait tuer et rôtir : on trouve la bague dans son estomac, et le serviteur est innocenté. Il obtient comme récompense un cheval et de l'argent pour parcourir le monde.
En chemin, grâce à son nouveau don, il est amené à secourir successivement des poissons, des fourmis et des jeunes corbeaux (pour les nourrir, il choisit de tuer son cheval, ce qui l'obligera à continuer sa route à pied). Il arrive dans une ville où la fille du roi est promise à celui qui viendra à bout d'une épreuve difficile. Dès qu'il aperçoit la princesse, il en tombe amoureux et se présente comme prétendant. Le roi lui commande de retrouver un anneau d'or qu'il a jeté dans la mer : les poissons qu'il avait sauvés le lui rapportent. La princesse, dédaigneuse, lui impose de rassembler le contenu de dix sacs de millet éparpillés dans l'herbe, sans qu'il manque un seul grain ; il surmonte l'épreuve grâce aux fourmis reconnaissantes. La princesse lui ordonne alors de chercher une pomme de l'arbre de vie. Le jeune homme se met en route, traverse trois royaumes ; une nuit, alors qu'il est endormi sous un arbre, la pomme d'or lui tombe dans la main, offerte par les corbeaux qui sont allés la chercher au bout du monde.
La princesse n'a plus d'excuse : elle partage la pomme avec le jeune homme et tombe à son tour amoureuse de lui. Ils vivront vieux et heureux ensemble.

## Commentaires et analogies
Les frères Grimm indiquent avoir recueilli ce conte auprès de la famille Hassenpflug. Dans un autre conte, Les Trois Feuilles du serpent (KHM 16), il est question d'un reptile qui ressuscite un de ses congénères grâce à trois feuilles vertes magiques.
Le motif de l'anneau rapporté par un poisson évoque l'histoire de Polycrate, rapportée par Hérodote, . Le motif de l'homme qui comprend le langage des animaux renvoie à la pensée chamanique. On le trouve chez Straparola,. Il figure également dans les Deutsche Sagen (« Légendes allemandes ») des frères Grimm (n° 132, Seeburger See « Le lac de Seeburg »). Le motif des animaux reconnaissants est quant à lui très fréquent dans les contes (chez Straparola : Les Nuits facétieuses, III.2 ; chez Grimm : KHM 60, 62, 107, 126,191 ; chez Afanassiev : 94/159, 95/160, 97/162, etc).
Stith Thompson indique que le thème de la connaissance du langage des animaux est largement répandu dans le folklore et la mythologie. Il mentionne à ce sujet Siegfried et le devin grec Mélampous, qui ont tous deux reçu ce pouvoir d'un serpent ou d'un dragon, et rapproche le conte allemand de versions estoniennes et finnoises. Le conte-type AT 781 (« La princesse meurtrière de son enfant ») fait aussi mention de la compréhension du langage des oiseaux. Il estime que ce thème appartient tout autant à la tradition locale et à la mythologie qu'au folklore.
Delarue et Tenèze fournissent comme exemple de ce conte-type (dénommé La Viande de serpent qui apprend le langage des animaux) une brève version de Haute-Bretagne empruntée à Paul Sébillot , qui serait « plutôt une légende qu'un conte », comme l'écrit Stith Thompson. Il appartiendrait par ailleurs au « cycle de la prédiction réalisée », comme AT 517 (« Le Garçon qui comprend le langage des oiseaux » et AT 671 (« Les Trois Langages »).
Hans-Jörg Uther remarque qu'outre le conte-type AT 554, ce conte se combine fréquemment avec AT 305 (« Le Sang du cœur de dragon comme remède »). Les contes-types AT 670 (« L'Homme qui comprend le langage des animaux ») et AT 671 (« Les Trois Langages »), proches du thème principal de ce conte, semblent être d'origine indienne ; des versions littéraires sont apparues en Europe au Moyen-Âge.
Max Lüthi consacre une partie de son chapitre « Les usages du conte de fées » à ce conte. Il note que l'introduction n'est pas absolument nécessaire (dans d'autres contes, le héros comprend le langage des animaux sans que l'origine de ce don ne soit explicitée), mais que l'image du plat couvert contenant le serpent blanc est particulièrement frappante. Le fait que le héros estime régulièrement se trouver en situation désespérée, ayant oublié l'aide surnaturelle promise, lui semble également typique des contes merveilleux (même s'il existe des contre-exemples). Il attire l'attention sur le fait que les animaux secourables appartiennent aux trois domaines : terrestre, aquatique et aérien. S'ils peuvent être considérés comme des forces internes à la personnalité du héros, ils renvoient aussi aux rapports réels entre l'homme et l'animal. Si le héros tue son cheval pour nourrir les corbeaux, ce qui peut sembler perturbant par rapport au contexte, ceci renvoie à la notion de sacrifice et s'explique par le fait que ce sont les corbeaux qui sont alors le centre d'intérêt, et non le cheval. Pour Lüthi, ce conte, comme d'autres, reflète l'évolution vers la maturité de l'être humain.
Alexandre Chodzko a publié en 1864 un conte d'origine tchèque intitulé Dieva Zlato Vlaska (La Vierge aux cheveux d'or), repris de Erben et qui se rapproche du conte de Grimm. Dans ses notes, il rapproche le terme slave had (gad), qui signifie reptile, avec la racine slave gad- qui désigne la divination. Il signale aussi une version serbe transmise par Karadžić (« La Langue des muets »). Louis Léger de son côté a publié en 1882 un conte bulgare dans lequel le roi des serpents crache par trois fois sur les lèvres d'un berger, qui fait de même en retour, pour lui communiquer le don de comprendre le langage des animaux.
René Basset rapporte un conte berbère dans lequel un enfant mange un morceau de vipère qu'un talib faisait cuire dans un chaudron, et qui était tombé dans la cendre, à la suite de quoi il voit « les sept cieux ».